# Мінськ – Вільнюс – Калінінград
Мінськ – Вільнюс – Калінінград – трубопровід для постачання російського природного газу до Литви та Калінінградського ексклаву Росії.
Перші поставки блакитного палива до Білорусі та Литви почались на початку 1960-х років з південного напрямку через газопровід Дашава – Мінськ – Вільнюс – Рига. Проте в середині 1970-х провідна роль у постачанні газу на заході СРСР почала переходити до ресурсу російського походження, що пояснювалось появою системи «Сяйво Півночі», яка транспортувала продукцію з Комі та Західного Сибіру до хабу в Торжку (Тверська область). Звідси у 1970-х роках блакитне паливо почало надходити по трубопроводах Торжок – Мінськ – Івацевичі та Валдай – Рига до Білорусі та Прибалтики, які вже були зв’язані між собою зазначеним вище трубопроводом Дашава – Мінськ. В підсумку це дозволило у 1985 році спорудити газопровід діаметром 500 мм від Вільнюсу до Калінінградської області Росії.
Наприкінці 1980-х створили новий маршрут подачі газу до району Вільнюсу, проклавши сюди трубопровід від Мінська довжиною 196 км та діаметром 1200 мм.
В 2010 році ділянку в межах Калінінградської області посилили другою ниткою довжиною 139 км та діаметром 500 мм і того ж десятиліття спорудили компресорні станції «Яунюняй» (Литва) та «Краснознаменська» (Росія), що сукупності дало можливість збільшити пропускну здатність до 2,5 млрд.м3 на рік. З кінця 2010-х розташована в межах Калінінградської області західна частина системи може діяти у автономному режимі як газопровід Калінінград – Краснознаменськ.